# Conflit israélo-arabe
 (avril 2017).
Si vous disposez d'ouvrages ou d'articles de référence ou si vous connaissez des sites web de qualité traitant du thème abordé ici, merci de compléter l'article en donnant les références utiles à sa vérifiabilité et en les liant à la section « Notes et références ».
Batailles
- Guerre israélo-arabe de 1948
- Guerre israélo-arabe (1948-1949)
- Crise du canal de Suez (1956-1957)
- Guerre des Six Jours (1967)
- Guerre d'usure (1967-1970)
- Guerre du Kippour (1973)
- Guerre du Liban (1975-1990)
- Opération Litani (1978)
- Intervention israélienne au Liban (1982)
- Première intifada (1987-1993)
- Opération Raisins de la Colère (1996)
- Seconde intifada (2000-2005)
- Opération Arc-en-ciel (2004)
- Opération Jours de pénitence (2004)
- Opération Pluies d'été (2006)
- Conflit israélo-libanais (2006)
- Blocus de la bande de Gaza (2007-)
- Guerre de Gaza (2008-2009)
- Abordage de la flottille pour Gaza (2010)
- Confrontation israélo-palestinienne (2011)
- Attaque contre un poste-frontière (2012)
- Guerre de Gaza (2012)
- Guerre de Gaza (2014)
- Vague de violence israélo-palestinienne (2015-2017)
- Marche du retour (2018-2019)
- Crise israélo-palestinienne (2021)
- Attaque du Hamas contre Israël (2023)
- Guerre à Gaza (2023)

Le conflit israélo-arabe est le nom donné aux relations tendues entre l'État d'Israël et les États arabes environnants, depuis la création d'Israël le 14 mai 1948. Il a eu pour points culminants sept conflits : la guerre de 1948-1949, la guerre de Suez en 1956, la guerre des Six Jours en 1967, la guerre d'usure en 1967, la guerre du Kippour en 1973, la première guerre du Liban en 1982, et la seconde guerre du Liban en 2006.
Ce conflit occupe une place majeure dans la géopolitique du Proche-Orient, où plusieurs problématiques l'accompagnent : l'instabilité de la région, le contrôle par Israël des lieux saints de Jérusalem (ville sacrée des trois monothéismes), les colonies israéliennes de la Cisjordanie et du plateau du Golan, et le contrôle par Israël du bassin du lac de Tibériade (importante ressource d'eau potable).
Le conflit israélo-arabe est parallèle et en partie lié au conflit israélo-palestinien, caractérisé par la question des réfugiés palestiniens, par l'exacerbation du sentiment national palestinien (né dans les années 1920 mais jamais concrétisé par la création d'un État) et par l'apparition à la fin des années 1960 de groupes d'activistes palestiniens perpétrant des attentats, des prises d'otages et des détournements d'avions.

## Chronologie
Le conflit israélo-arabe a ses racines dans les tensions entre le sionisme, visant à établir un État juif en Terre sainte, et le nationalisme palestinien, réaction à l'émergence du sionisme à la fin du XIXe siècle. Ces divergences ont engendré des revendications territoriales concurrentes, alimentant les conflits qui persistent encore aujourd'hui. En 1936, les arabes se rebellent contre l'autorité britannique mais sont vaincus. À ce moment également, la communauté juive se renforce militairement et la Haganah, une force paramilitaire sioniste, mène contre les Arabes des opérations de représailles.
Après la Seconde Guerre mondiale, la Haganah, créée en 1920, a été renforcée en prévision de la déclaration d'indépendance d'Israël en 1948. Lors de cette déclaration, la Haganah a été intégrée dans les Forces de défense israéliennes (FDI) pour assurer la sécurité de l'État naissant. Pendant ce temps, l'Irgoun a continué ses opérations militaires et a été intégrée dans les FDI, tandis que le Lehi, également actif avant la création d'Israël, a été dissous en 1948, avec certains de ses membres intégrés dans les FDI. À ce moment, les Etats Arabes se retrouvent moins habilement formés et moins bien pourvus en équipement. À la suite de ces évènements et devant le contexte international, les Britanniques décident de quitter la Palestine et remettent leur mandat à l'ONU. Celle-ci charge alors une commission d'enquête, l'UNSCOP de trouver une solution au problème. L'UNSCOP recommande le partage de la Palestine qui est voté par l'ONU le 29 novembre 1947, et qui divise la Palestine en deux États, l'un juif, l'autre arabe. Les sionistes adhèrent pleinement à ce texte, tandis que les Palestiniens le rejettent.
Il s'ensuit le lendemain une guerre civile particulièrement sanglante, qui perdurera jusqu'à la phase suivante, le 14 mai 1948. En ce jour l'État d'Israël est proclamé et les États arabes voisins déclarent officiellement la guerre et envahissent le territoire : c'est la première guerre israélo-arabe. Dans la foulée, un exode palestinien appelé Nakba se déroule avec près de 350 000 Arabes palestiniens qui fuient, sont pris par les combats, ou sont expulsés par les soldats conquérant les villages. Entre décembre et mars 1948, environ 100 000 Palestiniens, en majeure partie membres des classes moyennes et supérieures urbaines, quittèrent leurs maisons, espérant revenir une fois que les armées arabes auraient pris le contrôle du pays. Après la guerre, environ 725 000 Arabes palestiniens qui vivaient dans les territoires qui forment Israël sont devenus réfugiés. Ces derniers constituent un élément majeur du contentieux israélo-arabe.
À la suite du succès d'Israël lors du conflit israélo-arabe de 1948, les accords de Rhodes sont établis et fixent des lignes d'armistice. Malgré les précautions prises pour éviter que ces lignes d'armistice entre les belligérants ne deviennent des frontières politiques, celles tracées à Rhodes ont fini par acquérir ce statut de facto. Ces frontières se caractérisent par leur étendue limitée et leur absence de conformité avec des caractéristiques géographiques naturelles, parfois divisant les champs des villages, ce type de frontière est parfois appelé ligne verte.

## 1920-1948

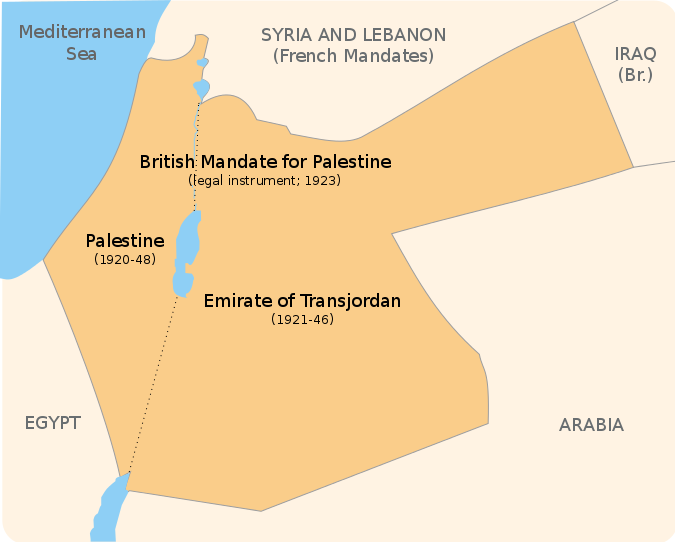
Palestine mandataire

L'antisémitisme qui régnait en Europe au XIXe siècle (particulièrement dans l'Empire tsariste, où des massacres de juifs se sont répétés, mais aussi en France avec l'affaire Dreyfus) a entraîné la naissance du sionisme. Aussi, des philanthropes juifs (entre autres, Sir Isaac Montefiore, dont on peut voir encore le moulin qu'il fit construire, près de Jérusalem) achetèrent au Sultan Turc de l'époque des terres, souvent incultes, sources de maladies (marais) pour ébaucher le futur territoire juif[réf. souhaitée]. Le rôle du JOINT américain (organisme /« leveur » de fonds en anglais : fund raiser), est également important, son action vise à acheter de nouvelles terres aux Turcs, occupant la Palestine jusqu'en 1918. 
Le journaliste Théodore Herzl a joué un rôle déterminant dans le développement de ce mouvement, grâce à son livre L’État juif. Ce mouvement s'est aussi étendu aux pays musulmans, où la situation des juifs, considérés comme sujets de seconde zone (« Dhimmis »), était parfois précaire. Le mouvement sioniste ne concernait qu'une partie des Juifs. Quant aux autres Juifs, ils considèrent le judaïsme comme une religion, et leur pays natal par exemple la France, Allemagne, Royaume-Uni, etc. Cependant sans oublier la constante référence à Jérusalem et l'Israël « historique » (c'est-à-dire les anciens Royaumes de Juda et d'Israël).
- La Déclaration Balfour de 1917 qui, pendant la Première Guerre mondiale, promet la création d'un « Foyer national juif » en Palestine. Cette notion qui n'impliquait pas nécessairement un État était extrêmement vague. Elle supposait seulement la possibilité pour les Juifs d'y trouver asile.
- La désintégration de l'Empire ottoman. Allié des puissances centrales durant la Première Guerre mondiale, cet empire fut vaincu et, conformément aux accords secrets Sykes-Picot de 1916, la France et le Royaume-Uni se partagèrent les dépouilles de l'Empire ottoman. Le Royaume-Uni obtint la Palestine, et la France la Syrie, notamment.

Les accords de 1916 allaient permettre au Royaume-Uni et à la France d'étendre leurs empires coloniaux au Moyen-Orient, en 1920, par les différents traités de paix. De plus, conformément à la déclaration Balfour de 1917, les Juifs commencèrent à immigrer en plus grand nombre en Palestine, surtout dans les années 1930 à cause de la politique antisémite d'Hitler.
Pendant la période mandataire la population juive s'est organisée en Yichouv en Palestine.
- 1922 : création de l'Agence juive pour la Palestine qui devient un des principaux organes de la Palestine juive, c'est un gouvernement potentiel.
- 1935 : cette agence est élue. David Ben Gourion en est le président. Il sera Premier ministre du gouvernement provisoire. En parallèle, le Yichouv crée des écoles, des hôpitaux, un syndicat et toute une structure sociale se construit. 80 % des travailleurs adhèrent à ce syndicat. Des entreprises naissent, un système économique s'établit sans réels contacts avec la société arabe.
- Dans les années 1930 : Une force armée semi-clandestine est en œuvre et compte 45 000 hommes en 1947[réf. nécessaire]. Tous les organes nécessaires à la viabilité d'un État pendant le mandat britannique sont opérationnels.

Les réactions par rapport au mandat britannique sont très différentes au sein de la population juive. Les populations demandent à la Société des Nations (SDN) « la formation d'un gouvernement national parmi ceux qui résidaient en Palestine depuis avant la guerre, musulmans, chrétiens, et juifs ». La SDN refuse[réf. nécessaire]. Les populations arabes refusent toute participation aux institutions mandataires car ceci légitimerait « le foyer juif »[réf. nécessaire]. Ils reconnaissent un mufti, figure religieuse, à la tête d'un conseil musulman suprême à Jérusalem. En 1936, le Haut comité arabe présidé par le Mufti (Amin al-Husseini) finira par s'allier avec l'Allemagne nazie. Les mobilisations arabes n'ont pas pour objectif de créer un mouvement national, contrairement aux populations juives. La situation est différente aussi parce qu'il n'y a pas d'identité nationale, et la mobilisation se structure avant tout autour de solidarités traditionnelles, et non autour de l'idée d'un État futur. Il existe des clivages entre notables en clans rivaux, entre notables ruraux et urbains, sans communication entre les notables et les masses populaires. Les partis politiques, quand ils existent, ne font que couvrir ces clivages traditionnels. Au milieu des années 1930 s'opère une radicalisation de la mobilisation. En Galilée, les campagnes se rebellent sous la direction d'un chef local : Izz al-Din al-Qassam. La mobilisation gagne ensuite les villes et appelle à la grève générale jusqu'à la cessation de l'immigration juive.
Entre 1946 et 1948, les Britanniques attaquent et arraisonnent des navires, notamment l'Exodus, sur lesquels des migrants juifs tentent de rejoindre la Palestine. Un faux groupe organisé par les services secrets britanniques, les Défenseurs de la Palestine arabe, revendique ces attaques.

## 1948-1967
La structure politique existante soutient des grèves, puis demande son arrêt en accord avec les souverains des pays voisins (Transjordanie, Irak, Arabie saoudite) afin de ménager la force mandataire et faire confiance au Royaume-Uni, dans les années 1940 pendant la Seconde Guerre mondiale[réf. nécessaire]. La lutte est une lutte politique arabe pour la Palestine et non pas une lutte palestinienne. 15 mai 1948 : les populations arabes en Palestine refusent cette décision unilatérale, d'où la création d'un gouvernement de toute la Palestine sous la direction du mufti[réf. nécessaire]. Le mufti fait appel aux États arabes car il n'a pas de structures ni d'armée. Les forces armées de la ligue arabe franchissent les frontières dès le lendemain de la création d'Israël. L'Égypte cherche à s'assurer le contrôle des territoires proches de ses frontières, surtout des territoires côtiers. La Transjordanie veut s'emparer de la Cisjordanie et de Jérusalem. Dès le premier conflit, la population palestinienne est réduite à une simple force d'appoint, prisonnière des Arabes. La Ligue arabe subit un échec militaire et des conventions bilatérales d'armistice sont signées.
- Israël
- la bande de Gaza administrée par l'Égypte qui contrôle le gouvernement de toute la Palestine ;
- la Cisjordanie et Jérusalem-Est sont annexées en 1950 par le roi de Jordanie, à la suite d'un vote de notables palestiniens[21].

Ceci comble un vide administratif et la nationalité jordanienne est accordée aux Arabes vivant en Jordanie. Ces accords se font en leur absence. En termes de réfugiés, 65 % vont dans des camps de Cisjordanie et de Gaza, et les autres partent en Syrie, au Liban et en Transjordanie. La libération de la Palestine devient un élément de mobilisation des foules, un but se fonde autour de la destruction d'Israël .
En 1958, la République arabe unie (RAU) est créée par la fusion de l'Égypte, de la Syrie et du Yémen Nord. Le Grand Mufti de Jérusalem lance une campagne pour l'intégration de la Palestine dans la RAU. Il pousse la Ligue arabe vers la reconstitution de l'identité palestinienne. L'Irak répond en proposant l'instauration d'une république palestinienne à Gaza et en Cisjordanie et une armée de libération de la Palestine. Ce positionnement inquiète Nasser et va inciter le sommet de la Ligue arabe à accepter l'établissement d'une entité palestinienne en 1963 et en 1964 : apparaît alors l'Organisation de libération de la Palestine (OLP) à Jérusalem. L'Égypte tente de concurrencer les créations irakiennes.
En 1965, un mouvement revendique une opération commando contre Israël. Ce mouvement est le bras armé du Fatah, fondé au Koweït en 1959 par des Palestiniens venus d'Égypte, attirés par la prospérité des pays pétroliers. Ils sont soit des travailleurs de catégorie supérieure, soit des avocats, sont intégrés économiquement au Koweït, mais vont ressentir leur marginalisation politique. Ce sont les premiers mouvements actifs à l'extérieur d'Israël. La mobilisation autour des mouvements de lutte palestiniens va se faire surtout après la défaite de 1967. La guerre des Six Jours éclate : l'État hébreu occupe une partie de l'Égypte, de la Syrie, la Cisjordanie, Gaza et Jérusalem-Est. Les armées arabes sont défaites et s'ensuit une crise de légitimité du fait de l'échec à contrer les offensives israéliennes. Durant les années 1960, la frustration consécutive à l'échec conduit à une forte augmentation des combattants et une euphorie mobilisatrice génère un foisonnement des groupes et une multiplication des scissions dans ces groupes[réf. nécessaire]. Devant la nécessité d'unification des mouvements palestiniens, l'OLP apparaît comme un lieu d'enjeu et d'équilibre entre les différents groupes. L'unification est concrétisée en 1968. L'équilibre reste toutefois conflictuel. 
Dans l'OLP, le Fatah joue un rôle d’arbitre[réf. nécessaire]. L'OLP n'est pas une organisation homogène et les différentes organisations sont en conflit permanent. L'OLP adopte une charte lors de sa création : droit du peuple palestinien à exercer son droit à l'autodétermination et sa souveraineté.
L'élimination de l'État juif est prônée et l'emploi de méthodes terroristes est massif dès le début du conflit (voir Chronologie du terrorisme palestinien). Comme le mouvement s'est développé en dehors des frontières historiques de la Palestine, il y a une forte dichotomie entre l'intérieur et l'extérieur. L'OLP est très mal représentée à l'intérieur jusqu'au milieu des années 1970. De plus, l'OLP hésite à revendiquer clairement la Cisjordanie, car ce serait une exigence contre la Jordanie, d'où des conflits entre Palestiniens et pouvoir jordanien. Enfin, elle garde l'idée de l'arabité de la Palestine et veut être soutenue par tout l'élan émotionnel arabe et par les masses arabes. Situation paradoxale pour l'OLP qui veut garder son autonomie, diriger la lutte pour les Palestiniens, mais reste dépendante des pays arabes, de leur soutien et des territoires arabes. Il faut attendre 1974 pour qu'un sommet arabe reconnaisse l'OLP comme le seul représentant du peuple palestinien. La structuration de l'identité palestinienne s'est réalisée sur un mode négatif, parce se définit comme victime d'une colonisation israélienne.

## Depuis 1967

Drapeau palestinien

Les Palestiniens s'exilent beaucoup dans les pays arabes. Ces États les acceptent comme réfugiés[réf. nécessaire]. Ils ont peur que ces populations entraînent des déséquilibres économiques et politiques, et donc, à part la Jordanie, ces États confinent les réfugiés dans des camps où la situation est souvent précaire. Les mouvements de libération de la Palestine mettent en œuvre des guérillas contre Israël à partir des États arabes. La résistance palestinienne a construit ses bases militaires, en plus de la constitution d'un État dans l'État. Septembre 1970 : le roi de Jordanie chasse les combattants palestiniens après des combats meurtriers. Après septembre noir l'OLP se replie sur le Liban.
En 1974, l'OLP décide d'instaurer une autorité indépendante, nationale et combattante sur toutes les portions du territoire palestinien qui seront libérées. C'est donc l'apparition de l'autorité nationale. C'est un premier pas vers la revendication d'un État palestinien, sans en fixer les frontières pour autant. Mais il est clair que l'OLP lutte pour la reconnaissance d'une souveraineté politique sur les territoires occupés par Israël. L'OLP est reconnue comme l'unique représentant légitime du peuple palestinien. Le conflit sanglant est un élément de plus dans la précision de la revendication palestinienne. Les combattants repliés au Liban sont pris au piège de la guerre libano-libanaise. Une structuration militaire s'opère au Liban et un embryon de société nationale s'organise. La société palestinienne est de plus en plus encadrée: apparaissent des syndicats, des organismes, un fonds national palestinien, des ateliers de production, des cellules d'entraide aux familles de combattants, des hôpitaux. Ces différentes structures sont nécessaires à la constitution d'un futur État palestinien au Liban. D'autant plus possible qu'ils ont une liberté d'action et que l'OLP bénéficie de la manne pétrolière. Les structures étatiques libanaises sont faibles, et le fractionnement communautaire est fort. L'OLP profite de ces limites de l'État libanais pour assurer son développement. Dans un second temps, le Liban s'avère être un piège, car les combattants sont pris dans les conflits internes au Liban. La question palestinienne a contribué à radicaliser et à précipiter les affrontements libanais.
En 1969, en 1973, le Liban est confronté à l'existence d'organisations palestinienne. La guerre du Kippour éclate en 1973 et la coalition palestino-islamiste affronte les milices chrétiennes. L'OLP est un allié de la Syrie mais la Syrie opère un retournement et l'OLP se retrouve prise entre Israël et la Syrie.
En 1982, le Liban est envahi par l'armée israélienne, les Palestiniens perdent ainsi leur avantage sur le territoire libanais et sont enlisés dans un conflit différent de celui avec Israël. C'est la fin de la présence palestinienne au Liban et leurs infrastructures sont détruites.Comme ils n'étaient déjà plus présents en Cisjordanie, il n'y a plus de présence palestinienne aux frontières. 
L'état-major de l'OLP s'éloigne pour s'implanter à Tunis. La rupture est encore plus grande entre l'élite et la population palestinienne. Il existe des conflits internes à l'OLP : un positionnement pour continuer la lutte armée et un autre positionnement pour rechercher une solution politique. La solution politique passe par le rapprochement avec les pays arabes comme l'Égypte et la Jordanie. Ce serait un retour en arrière pour les autres.
L'Autorité palestinienne est sous la présidence de Mahmoud Abbas depuis 1996, succédant à Yasser Arafat et œuvre en vue de la création d'un État palestinien.
Le 25 mai 2006, il annonce la tenue d'un référendum en ce sens.

### Normalisation des relations entre Israël et les pays arabes
L'Égypte et la Jordanie sont les premiers pays arabes à signer un traité de paix avec Israël, respectivement en 1979 et 1993.
Les accords d'Abraham, signés le 15 septembre 2020, sont deux traités de paix entre Israël et les Émirats arabes unis d'une part et entre Israël et Bahreïn d'autre part.
Le 23 octobre 2020, le président américain Donald Trump annonce qu'Israël et le Soudan vont normaliser leurs relations. L'accord est signé le 6 janvier 2021 à Khartoum.
Le 10 décembre 2020, Israël et le Maroc acceptent de normaliser leurs relations dans le cadre d'un accord négocié avec l'aide des États-Unis. Une déclaration conjointe est signée le 22 décembre 2020 à Rabat.
| Pays                | Date du traité de paix | Article détaillé                 |
| ------------------- | ---------------------- | -------------------------------- |
| Égypte              | 26 mars 1979           | Traité de paix israélo-égyptien  |
| Jordanie            | 26 octobre 1994        | Traité de paix israélo-jordanien |
| Bahreïn             | 15 septembre 2020      | Accords d'Abraham                |
| Émirats arabes unis | 15 septembre 2020      | Accords d'Abraham                |
| Maroc               | 22 décembre 2020       | Accords d'Abraham                |
| Soudan              | 6 janvier 2021         | Accords d'Abraham                |

## Liste des guerres et conflits israélo-arabes
| Période     | Nom                                                                             |
| ----------- | ------------------------------------------------------------------------------- |
| 1947–1949   | Guerre israélo-arabe de 1948                                                    |
| 1951–1955   | Infiltrations fedayin                                                           |
| 1956        | Crise du canal de Suez                                                          |
| 1967        | Guerre des Six Jours                                                            |
| 1967–1970   | Guerre d'usure                                                                  |
| 1973        | Guerre du Kippour                                                               |
| 1978-1982   | Guerre du Liban (opération Litani en 1978 et opération Paix en Galilée en 1982) |
| 1987–1993   | Première intifada                                                               |
| 1991        | Bombardement d'Israël par l'Irak                                                |
| 1996        | Opération Raisins de la colère                                                  |
| 2000–2004   | Seconde intifada                                                                |
| 2006        | Conflit israélo-libanais de 2006 et opération Pluies d'été                      |
| 2008–2009   | Opération Plomb durci                                                           |
| 2012        | Opération Pilier de défense                                                     |
| 2014        | Opération Bordure protectrice                                                   |
| 2021        | Crise israélo-palestinienne de 2021                                             |
| depuis 2023 | Guerre à Gaza                                                                   |
| depuis 2023 | Guerre Israël-Hezbollah                                                         |